# 室戸郵便局
室戸郵便局（むろとゆうびんきょく）は、高知県室戸市にある郵便局。民営化前の分類では集配普通郵便局であった。

## 概要
住所：〒781-7199 高知県室戸市浮津74-5
民営化直前の集配業務再編において、多くの集配普通郵便局は統括センターとなったが、当局は配達センターとされたため、民営化後も郵便事業株式会社の支店は併設されず、集配センターが併設された。

## 沿革
- 1955年（昭和30年）6月1日 - 電話通話事務の取扱を開始[1]。
- 1956年（昭和31年）10月1日 - 和文電報受付事務の取扱を開始。
- 1960年（昭和35年）4月1日 - 室戸岬郵便局から室戸郵便局に改称するとともに、旧・室戸郵便局[2]から集配業務を移管。
- 1998年（平成10年）9月1日 - 外国通貨の両替および旅行小切手の売買に関する業務取扱を開始。
- 2005年（平成17年）10月3日 - 羽根郵便局、吉良川（きらがわ）郵便局、佐喜浜郵便局からそれぞれ「781-67xx」「781-68xx」「781-72xx」区域の集配業務を移管[3]。
- 2007年（平成19年）3月5日 - 野根郵便局、甲浦（かんのうら）郵便局からそれぞれ「781-73xx」「781-74xx」区域の集配業務を移管[4]。
- 2007年（平成19年）10月1日 - 民営化に伴い、併設された郵便事業安芸支店室戸集配センターに一部業務を移管。
- 2012年（平成24年）10月1日 - 日本郵便株式会社発足に伴い、郵便事業安芸支店室戸集配センターを室戸郵便局に統合。

## 取扱内容
- 郵便、印紙、ゆうパック、内容証明
- 貯金、為替、振替、振込、国際送金、国債、投資信託
- 生命保険、バイク自賠責保険、自動車保険
- ゆうちょ銀行ATM
- 「781-67xx」「781-68xx」「781-71xx」「781-7220」区域（室戸市の全域）、「781-73xx」「781-74xx」（安芸郡東洋町の全域）の集配業務

## 周辺
- 室戸市立室戸小学校
- 室戸市役所
- 室戸市立市民図書館
- 国道55号
- 室津川

## アクセス
- 高知東部交通バス 室戸小学校前停留所下車
- 高知県道202号椎名室戸線沿い
- 駐車場あり：9台